# Bojanówka
Bojanówka – wieś w Polsce położona w województwie lubelskim, w powiecie radzyńskim, w gminie Wohyń.
W latach 1975–1998 miejscowość administracyjnie należała do województwa bialskopodlaskiego.
Wieś jest sołectwem w gminie Wohyń. Według Narodowego Spisu Powszechnego z roku 2011 wieś liczyła 282 mieszkańców.
Wierni Kościoła rzymskokatolickiego należą do parafii św. Anny w Wohyniu.

## Części wsi
| SIMC    | Nazwa              | Rodzaj    |
| ------- | ------------------ | --------- |
| 0022183 | Dąbrowa            | część wsi |
| 0022190 | Folwark            | część wsi |
| 0022208 | Kolonia Bojanowska | część wsi |
| 0022214 | Wygnanka           | część wsi |

## Historia
Bojanówka w wieku XIX opisana została jako folwark w powiecie radzyńskim, gminie Lisia Wólka, parafii Wohyń. W roku 1882 folwark posiadał 1118 mórg obszaru, 11 domów i 79 mieszkańców.